# Perilitus psylliodis
Perilitus psylliodis är en stekelart som först beskrevs av Loan 1969.  Perilitus psylliodis ingår i släktet Perilitus och familjen bracksteklar. Inga underarter finns listade i Catalogue of Life.